# Brasa (Riga)
Brasa es un barrio de la ciudad de Riga, Letonia.

## Superficie
Posee una superficie de 1,741 kilómetros cuadrados (174,1 hectáreas).

## Población
Hasta 2021 presentaba una población de 12 367 habitantes, con una densidad de población de 7103,3 habitantes por kilómetro cuadrado.

## Transporte

### Rutas
- Autobús: 1, 3, 6, 9, 11, 14, 16, 21, 24, 40, 49.[1]
- Trolebús: 3, 5, 12, 13, 14, 17.[1]
- Tranvía: 11, Retro.[1]
- Autobús expreso: 300.[1]